# Nu-mi place ziua de luni
Nu-mi place ziua de luni (în poloneză Nie lubię poniedziałku) este un film de comedie polonez în culori din 1971, regizat de Tadeusz Chmielewski⁠(d) după un scenariu original propriu. Acțiunea filmului are loc într-o zi nefericită de luni – din zori până la amurg – în orașul Varșovia și prilejuiește împletirea în mod bizar a destinelor mai multor oameni.
Nu-mi place ziua de luni a fost primit în mare parte pozitiv de critici și s-a bucurat de o popularitate considerabilă în rândul spectatorilor și telespectatorilor, deși după mai mulți ani a fost remarcat un sens ideologic al filmului. Filmul a fost remasterizat digital pe suport Blu-ray și a fost lansat din nou în anul 2019.

## Rezumat
Viețile a vreo duzină de oameni se împletesc prin coincidență într-un mod amuzant sau mai nefericit într-o zi însorită de luni (15 septembrie, începutul anilor 1970) la Varșovia. Totul începe cu sosirea în oraș a unui delegat al unei cooperative comunale (Jerzy Turek⁠(d)) în căutarea unor piese pentru o combină de recoltat. Din cauza unui conflict cu un șofer de taxi (Adam Mularczyk) nemulțumit pentru că face în mod constant călătorii „goale”, el este confundat cu o persoană importantă.
În acest timp, industriașul italian Francesco Rovanelli (Kazimierz Witkiewicz⁠(d)) ajunge la Varșovia pentru a semna un contract comercial, dar directorul companiei, care trebuia să-l primească la aeroport, rămâne blocat în liftul clădirii. Italianul este întâmpinat de un grup de gorali care așteptau însă pe un polonez stabilit mai demult la Chicago și urcă într-un taxi greșit, pierzându-se în centrul unui oraș străin. În cele din urmă, ajunge într-o agenție matrimonială care duce lipsă de bărbați, unde este primit ca un salvator. Francesco o cunoaște acolo pe Marianna (Halina Kowalska⁠(d)), o frumoasă vânzătoare de produse cosmetice, aflată într-o permanentă stare de excitare erotică datorită folosirii parfumului „Sex”, iar cei doi sunt atrași unul de celălalt, până când italianul își amintește motivele inițiale ale sosirii lui la Varșovia și încearcă să-și găsească partenerii de afaceri. În continuare el dejoacă accidental un jaf bancar.
Un milițian (Andrzej Herder⁠(d)) care dirijează circulația într-o intersecție trebuie să aibă grijă și de fiul său cel mic, deoarece grădinița este închisă din cauza unei epidemii de rubeolă, iar soția sa (Joanna Kasperska⁠(d)) nu poate lipsi de la agenția matrimonială pe care o conduce. Din acest motiv, milițianul oprește toate femeile care traversează pe culoarea roșie a semaforului și le convinge să devină bone pentru băiețelul pe care tatăl său l-a adus cu el la post. Astfel, toți cei care încalcă regulile de circulație sunt nevoiți să aibă grijă de copil. În același timp, un muncitor în construcții (Czesław Lasota⁠(d)), obosit ca urmare a faptului că lucra în două locuri, adoarme pe o platformă încărcată și este ridicat de o macara turn la înălțime, iar actorul Bohdan Łazuka⁠(d), aflat în stare de ebrietate, încearcă să ajungă acasă, mergând pe jos prin Varșovia.

## Distribuție

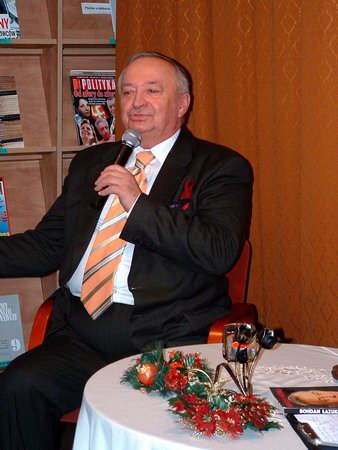
Actorul (începutul secolului al XXI-lea)

- Kazimierz Witkiewicz⁠(d) — Francesco Rovanelli, industriaș italian
- Zygmunt Apostoł⁠(d) — artistul
- Bogusz Bilewski⁠(d) — șoferul companiei „Maszynohurt”
- Mieczysław Czechowicz⁠(d) — banditul care jefuiește banca
- Andrzej Gawroński⁠(d) – șoferul Władek
- Andrzej Herder⁠(d) — milițianul, tatăl lui Jacek
- Joanna Kasperska⁠(d) — Joasia, directoarea agenției matrimoniale, mama lui Jacek
- Juliusz Kalinowski⁠(d) — „bunicul”, paznicul pensionar al școlii
- Teofila Koronkiewicz⁠(d) — o bătrână cu un câine care îi arată italianului împrejurimile Varșoviei
- Mitchell Kowal⁠(d) — Mróz, un polonez din America
- Halina Kowalska⁠(d) — Marianna, clienta agenției matrimoniale
- Wacław Kowalski⁠(d) — macaragiul, locatar al blocului (menționat B. Kowalski)
- Hilary Kurpanik — un hoț
- Czesław Lasota⁠(d) — ajutorul de macaragiu care lucrează noaptea ca livrator de lapte
- Henryk Łapiński⁠(d) — directorul adjunct al companiei „Maszynohurt”, locatar al blocului
- Bohdan Łazuka⁠(d) — el însuși
- Wanda Majerówna⁠(d) — femeie cu hârtia igienică
- Adam Mularczyk — taximetristul
- Andrzej Nardelli⁠(d) — băiatul îndrăgostit
- Lech Ordon⁠(d) — preotul, paznicul ansamblului folcloric
- Kazimierz Rudzki⁠(d) — directorul companiei „Maszynohurt”, locatar al blocului
- Bengt Scotland — Scotland, pasagerul avionului către Polonia
- Irena Skwierczyńska⁠(d) — bunica
- Zbigniew Sulikowski — Jacek, fiul milițianului
- Wojciech Szymański⁠(d) — nepotul portarului
- Jerzy Turek⁠(d) — Zygmunt Bączyk, furnizorul din Sulęce
- Leonard Andrzejewski⁠(d) — Miecio, mecanicul de la atelierul auto (nemenționat)
- Elżbieta Borkowska-Szukszta⁠(d) — locatară a blocului (nemenționată)
- Krystyna Borowicz⁠(d) — gospodina care gătește împreună cu bucătarul de la televizor (nemenționată)
- Wojciech Brzozowicz⁠(d) — bărbat de la bancă (nemenționat)
- Saturnin Butkiewicz⁠(d) — bărbatul de la toaletă (nemenționat)
- Magdalena Celówna⁠(d) — funcționara bancară (nemenționată)
- Tadeusz Chmielewski — muncitorul care cască (nemenționat)
- Piotr Cieślak⁠(d) — muncitor (nemenționat)
- Zofia Czerwińska⁠(d) — funcționară în departamentului de vânzări al companiei „Maszynohurt” (nemenționată)
- Zbigniew Filus — taximetristul care merge doar până la Grochów (nemenționat)
- Agnieszka Fitkau⁠(d) — stewardesa (nemenționată)
- Stanisław Gawlik⁠(d) — milițianul care voia să amendeze orchestra din Chmielna (nemenționat)
- Aleksander Gąssowski⁠(d) — membru al juriului concursului de la Zachęta⁠(d) (nemenționat)
- Teodor Gendera⁠(d) — bărbatul care împinge mașina împreună cu italianul (nemenționat)
- Marian Glinka⁠(d) — membru al ansamblului folcloric (nemenționat)
- Irena Hrehorowicz⁠(d) — angajată a agenției matrimoniale (nemenționată)
- Jerzy Karaszkiewicz⁠(d) — Józek, mecanic de la atelierul auto (nemenționat)
- Ludwik Kasendra⁠(d) — angajat al agenției matrimoniale (nemenționat)
- Zbigniew Koczanowicz⁠(d) — membru al ansamblului folcloric (nemenționat)
- Roman Kosierkiewicz⁠(d) — muncitorul drumar (nemenționat)
- Andrzej Krasicki⁠(d) — membru al juriului concursului de la Zachęta (nemenționat)
- Ewa Kuklińska⁠(d) — membră a ansamblului folcloric (nemenționată)
- Tomasz Lengren⁠(d) — un pasager al avionului care este fixat în scaun de un însoțitor de bord (nemenționat)
- Juliusz Lubicz-Lisowski⁠(d) — membru al juriului concursului de la Zachęta (nemenționat)
- Stanisław Milski⁠(d) — conducătorul ansamblului folcloric montan (nemenționat)
- Konrad Morawski⁠(d) — magazionerul companiei „Maszynohurt” (nemenționat)
- Włodzimierz Nakwaski — inginerul constructor (nemenționat)
- Wiktor Nanowski⁠(d) — bărbatul care așteaptă un francez la aeroport (nemenționat)
- Czesław Nowicki⁠(d) — el însuși („Wicherek”) (nemenționat)
- Józef Osławski⁠(d) — al doilea director adjunct al companiei „Maszynohurt” (nemenționat)
- Ludwik Pak⁠(d) — Bolek, lăptar (nemenționat)
- Mieczysław Pawlikowski — bucătarul de la televizor (nemenționat)
- Jerzy Próchnicki⁠(d) — milițianul de pe motocicletă (nemenționat)
- Sylwester Przedwojewski⁠(d) — sergentul Władek Kuliński (nemenționat)
- Józef Rosiński — angajat al agenției matrimoniale (nemenționat)
- Alina Rostkowska — dna Kubasińska, funcționară în departamentului de vânzări al companiei „Maszynohurt” (nemenționată)
- Witold Skaruch — asistentul conducătorului ansamblului folcloric montan (nemenționat)
- Tadeusz Somogi⁠(d) — bărbatul care-l întâmpină pe Scotland la aeroport (nemenționat)
- Jan Suzin⁠(d) — el însuși (nemenționat)
- Henryk Sytner⁠(d) — jurnalistul care ia interviuri (nemenționat)
- Stefan Szmidt⁠(d) — șoferul fără steag (nemenționat)
- Edward Szupelak-Gliński⁠(d) — membru al ansamblului folcloric de la Szamotuły care întreabă dacă ar trebui să cânte (nemenționat)
- Zdzisław Szymański⁠(d) — paznicul de la bancă (nemenționat)
- Jerzy Tkaczyk⁠(d) — directorul unei școli recent deschise, locatar al blocului (nemenționat)
- Jerzy Troszczyński — fotoreporter (nemenționat)
- Wawrzyniec Trybała-Olszewski — muncitorul care fură o țeavă (nemenționat)
- Jadwiga Wejcman⁠(d) — milițiană – dispecera de serviciu (nemenționată)
- Kazimierz Zarzycki⁠(d) — chelner (nemenționat)
- Jolanta Zykun⁠(d) — milițianca (nemenționată)

## Producție

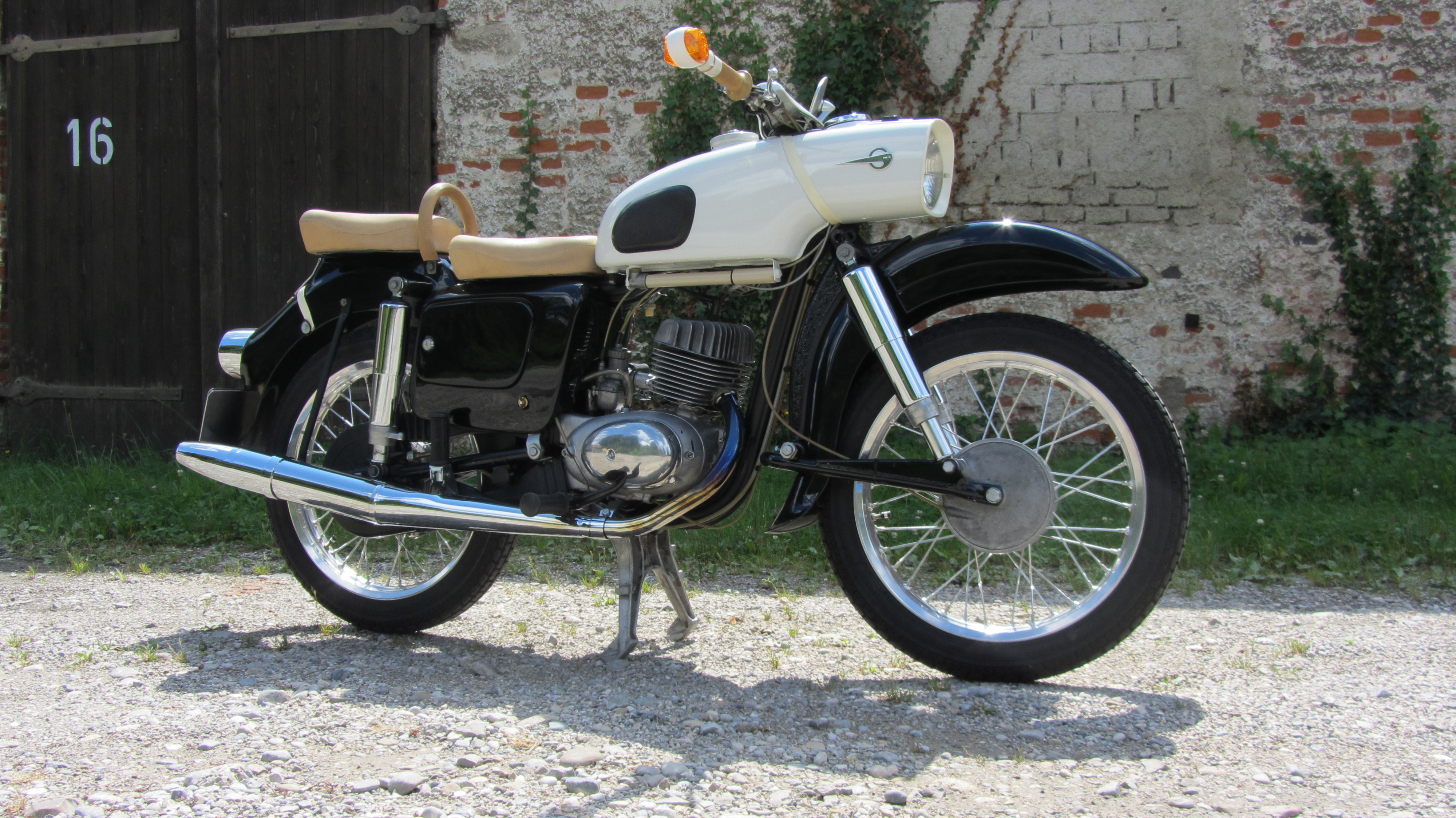
Motocicleta, condusă în film de milițianul, care este tatăl lui Jacek

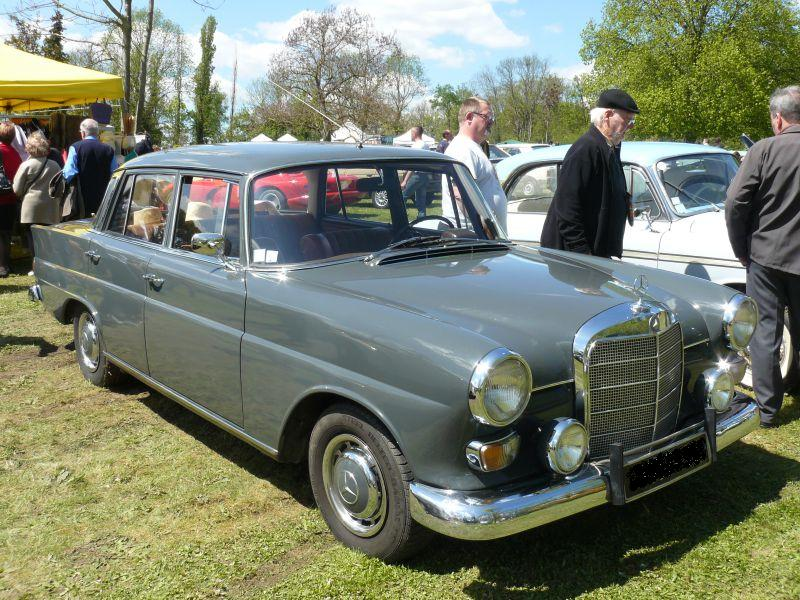
Mercedes-Benz W110, modelul de autoturism folosit în acest film

Ideea filmului Nu-mi place ziua de luni a fost improvizată pe loc de regizorul Tadeusz Chmielewski⁠(d) în timpul unei discuții. Noul șef al cinematografiei poloneze, Czesław Wiśniewski, căruia abia i-a fost prezentat, l-a întrebat pe regizor despre următorul său proiect, iar Chmielewski a răspuns după o clipă de gândire: „Mă gândesc să fac un fel de agendă telefonică. În film ar fi atâtea personaje câte ar încăpea într-un lungmetraj.”. Întrebat de Wiśniewski dacă acel film va fi o comedie, Chmielewski ar fi răspuns: „Mai degrabă da, dar nimeni nu va aproba un astfel de scenariu. Se bazează prea mult pe improvizație.”. Wisniewski i-a telefonat regizorului a doua zi pentru a-i spune că a fost aprobată intrarea în producție a filmului, deși Chmielewski nici măcar nu începuse să scrie acel scenariu. Câțiva ani mai târziu, Chmielewski a povestit că, după procesul de producție stresant al filmului Cum am declanșat Al Doilea Război Mondial: „Un monstru a fost creat din nou din nimic, adică dintr-un cap gol, multe nopți nedormite și teama de rezultatul final”.
Nu-mi place ziua de luni a fost produs în anul 1971 de Zespół Filmowy „Plan”⁠(d) sub conducerea directorului de producție Stanisław Daniel. Scenariul filmului a fost scris de Chmielewski, care a îndeplinit și sarcinile de regizor. Filmările au fost realizate pe peliculă color sub coordonarea lui Mieczysław Jahoda⁠(d). S-a filmat în diferite locuri ale Varșoviei: ul. Bednarska⁠(d), Świętokrzyska⁠(d) nr. 12 – în fața clădirii Ministerului Finanțelor⁠(d), Aeroportul Okęcie, oficiul poștal de pe ul. Grochowska⁠(d), ul. Kasprzaka⁠(d), Al. Jerozolimskie⁠(d), berăria de pe ul. Emilii Plater⁠(d), sala de dans „Sofia” de pe ul. Smolna⁠(d), clădirea „Zachęta⁠(d)” din pl. Stanisława Małachowskiego, complexul rezidențial „Za Żelazną Bramą⁠(d)”, pe străzile: Kościelna⁠(d), Świętojerska⁠(d), Marszałkowska⁠(d), Monumentul Eroilor Varșoviei⁠(d), bloucile de pe ul. Czerniakowska⁠(d), parfumeria de la intersecția străzilor Marszałkowska și Nowogrodzka⁠(d), Pasaż Wiecha⁠(d), Palatul Culturii și Științei (Pałac Kultury i Nauki), Scuarul Hoover (Skwer Hoovera), intersecția formată de Aleja Prymasa Tysiąclecia⁠(d) cu ul. Kasprzaka, inclusiv complexul rezidențial Pańska⁠(d).
Decorurile au fost proiectate de Halina Dobrowolska⁠(d), muzica a fost compusă de Jerzy „Duduś” Matuszkiewicz⁠(d), iar montajul a fost realizat de Maria Orłowska. Lungimea peliculei este de 2850 de metri, iar durata filmului este de 98 de minute.

## Recepție
Premiera filmului Nu-mi place ziua de luni a avut loc pe 27 august 1971, într-o dublă proiecție cu reportajul Uppsala produs de studioul Wytwórnia Filmów Oświatowych⁠(d) (WFO). Filmul a fost vizionat în cinematografele din Polonia de două milioane de spectatori.
Câțiva ani mai târziu, expertul filmolog Artur Majer a vorbit în termeni elogioși despre filmul lui Chmielewski, susținând că „ceea ce iese în prim-plan în creația lui Chmielewski este […] trecerea de la un personaj la un alt personaj și – aparent accidental – conectarea firelor individuale între ele. Niciunul dintre personaje nu este ridiculizat aici, pentru că oricare ar fi ele, nefericita zi de luni este de vină pentru starea, atitudinea și comportamentul lor. […] Lirismul, lejeritatea și ritmul existente în film se dovedesc din nou a fi principalele caracteristici ale cinematografiei lui Chmielewski”. Jurnalista și critica de film Barbara Hollender⁠(d) a scris că, în Nu-mi place ziua de luni, regizorul „a creat un portret colectiv al varșovienilor și al orașului: plin de absurdități și de nouvorbă socialistă care se revarsă din ecranele televizoarelor, dar și plin de dor și de oameni care își caută locul în această lume deloc ușoară”. Publicista Sonia Miniewicz a rezumat că „în ciuda trecerii timpului, Nu-mi place ziua de luni nu a îmbătrânit deloc și se bucură încă de numele de comedie cult”.
Acuzațiile referitoare la Nu-mi place ziua de luni s-au referit în primul rând la mesajul ideologic al filmului. Profesoara universitară de istorie Grażyna Szelągowska (specializată în istoria filmului) a remarcat că în acest film „se poate vedea simpatia pentru oraș și entuziasmul incontestabil din primii ani ai epocii lui Edward Gierek”. Criticul Dawid Konieczka de la portalul Film.org.pl, deși a evaluat pozitiv filmul, a mai afirmat că „filmul lui Chmielewski este un fel de laur (în sens pozitiv) pentru Varșovia, care amintește de simfoniile metropolitane din anii 1920”.